# Gårdstjärnen (Alfta socken, Hälsingland)
Gårdstjärnen är en sjö i Ovanåkers kommun i Hälsingland och ingår i Ljusnans huvudavrinningsområde.